# 暗黑破坏神IV
《暗黑破坏神IV》是暴雪娛樂开发的一款大型線上多人動作角色扮演遊戲，该作为《暗黑破坏神系列》的第四部作品。游戏于2019年11月1日举办的暴雪嘉年华开幕式上正式公布，於2023年6月5日正式發行，並於2023年10月18日登陸Steam遊戲平台，2024年3月28日加入微软的Xbox Game Pass订阅服务。

## 游戏内容
《暗黑破坏神IV》和前作同樣是款動作角色扮演遊戲，在游戏模式及玩法上保持不变，玩家需要在随机產生的动态开放世界裡击杀恶魔并生存下去，获取经验，提升等级，解锁技能与符文，及获取随机战利品强化角色。《暗黑破壞神IV》的故事時間為《暗黑破坏神III》的50年後，玩家可以自由选择游玩每个区域的顺序，在开放世界中体验旅途。本作中共有五张地图，它们分别是：黑暗森林斯科斯格伦、冰天山地碎峰嶺、无边沙漠大乾原、毒雾沼泽哈维薩和堡垒废墟卡基斯坦。
首批公布的可游玩职业为野蛮人、魔法使、德鲁伊、俠盜、死靈法師，玩家在創建每個職業人物時可自訂外觀造型，並在遊戲當中發展自己的技能樹，展現不同的遊玩風格。本作的坐騎系統為暗黑破壞神系列遊戲當中首創，玩家完成一系列主線任務後便可解鎖坐騎，可自訂並在所有遊戲模式當中使用。在遊戲正式上線後會推出賽季活動及戰鬥通行證系統，以及遊戲商城販售遊戲內物品供玩家購買。

## 評價
| 汇总媒体             | 得分                                |
| -------------------- | ----------------------------------- |
| Metacritic           | PC：86/100 PS5：88/100 XSXS：91/100 |
| OpenCritic（推荐率） | 95%                                 |

| 媒体                  | 得分   |
| --------------------- | ------ |
| Destructoid           | 8/10   |
| Digital Trends        | [ 12 ] |
| GamesRadar+           | [ 13 ] |
| GameSpot              | 8/10   |
| IGN                   | 9/10   |
| 新音乐快递            | [ 16 ] |
| PC Gamer美国          | 85/100 |
| PCGamesN              | 10/10  |
| 个人电脑杂志          | [ 19 ] |
| Push Square           | [ 20 ] |
| Shacknews             | 8/10   |
| 衛報                  | [ 22 ] |
| VG247                 | [ 23 ] |
| VideoGamer.com        | 10/10  |
| Video Games Chronicle | [ 25 ] |
| Fami通                | 37/40  |

2023年7月遊戲首次更新獲得玩家一致負評，Metacritic用戶評分跌至2.6分（滿分10分）。

## 争议
2023年6月21日，暴雪娱乐为了纪念《暗黑破坏神IV》上线而举行了一个挑战活动，该活动规定，前1000名在《暗黑破坏神IV》专家级模式达到100级的玩家的角色昵称将会被永久篆刻在游戏中的“圣母莉莉丝雕像”上，但该活动禁止中国大陆玩家参加。此举引发不少中国大陆玩家愤怒，而暴雪娱乐没有对此作出解释。